# Castillo de Yeste
El castillo de Yeste es un castillo de origen andalusí y gótico por sus transformaciones posteriores, que se localiza en el núcleo urbano de Yeste (Provincia de Albacete, Castilla-La Mancha, España). Originalmente fue utilizada por los musulmanes como una fortaleza fronteriza con el antiguo Reino Nazarí de Granada. Posteriormente evolucionó a residencia palaciega con los cristianos. Está ubicado en un punto de unión de las sierras de Alcaraz, Segura y la Sagra y cuna de los ríos Segura, Tus, Taibilla y Zumeta.

## Historia
El Castillo de Yeste, el más importante de la Sierra del Segura, fue en principio una fortaleza de planta rectangular con torres del siglo XIII a la que se le añadió un recinto fortificado donde se encontraba la población.
Toda la zona fue intensamente poblada por iberos, romanos y más tarde, musulmanes, quienes hicieron de Yeste una gran fortaleza. Con la conquista cristiana en el siglo XIII, Yeste pasó a ser una de las Encomiendas de la Orden de Santiago, para proteger esta zona fronteriza, ya que distaba poco de los reinos islámicos de Valencia y Granada.

## Descripción
Es una antigua fortaleza islámica, con una gran torre del homenaje, en cuya puerta de acceso se encuentran los escudos de la orden de Santiago y el de la familia Figueroa.